# Sveti Dujam
Sveti Dujam (Duje; lat. Domnius) († Salona, 10. travnja 304.), svetac Rimokatoličke crkve, solinski biskup i mučenik, zaštitnik grada Splita i Splitsko-makarske nadbiskupije. U splitskoj Crkvi smatran je za učenika apostola sv. Petra zbog čega je Split u ranom srednjem vijeku postao metropolitansko središte.
U Splitu se stoljećima svečano slavi svečev spomendan 7. svibnja (dan grada), kada se održavaju liturgijske svečanosti, kulturne, gospodarske, športske i zabavne manifestacije.

## Životopis
Prema „Žiću svetog Dujma“ rođen je u Siriji u uglednoj i bogatoj obitelji oca Teodozija i majke Migdonije, a obrazovao se na poznatom kršćanskom učilištu u Antiohiji. Nakon školovanja, vjerojatno je neko vrijeme bio u službi antiohijskog biskupa te je propovijedao i utvrđivao vjeru u Antiohiji i okolici. Nakon toga odlučio je započeti misionarsko djelovanje u Saloni, glavnom gradu rimske provincije Dalmacije, gdje je zaređen za prvog salonitanskog biskupa (284. – 304. godine).
Za vrijeme progona kršćana, namjesnik provincije Dalmacije, Marko Aurelije Junije dao je, po naredbi rimskog cara Dioklecijana (284. – 305.), mučiti i pogubiti Dujma zajedno s drugim mučenicima, 304. godine, u gradskom amfiteatru.
Dujma su pokopali vojnici izvan gradskih zidina Salone, na sjevernom groblju, koje je danas poznato pod nazivom Manastirine. Na tom je mjestu u 5. stoljeću izgrađena cemeterijalna bazilika u kojoj su vjernici pohodili mučenikov grob. Na biskupskoj stolici naslijedio ga je njegov nećak Primo, koji je poslije smrti pokopan uz Dujmov grob. Ulomak nadgrobne ploče sv. Dujma čuva se u Arheološkom muzeju u Splitu.

## Štovanje
Milanskim ediktom 313. godine, Crkva je dobila slobodu ispovijedanja vjere, što je rezultiralo završetkom progona. Kršćani su tada počeli javno štovati sv. Dujma kao svog sveca i mučenika. Nad grobom je sagrađena kapelica, kasnije crkva, a u 5. stoljeću velika bazilika, koju su srušili barbari 614. godine.
Papa Ivan IV. podrijetlom iz Dalmacije, poslao je opata Martina, da otkupi kršćane koji su postali roblje i pronađe relikvije solinskih i istarskih mučenika. Bilo je nesigurno, ostaviti relikvije u Dalmaciji, zbog barbarskih pohoda pa je dio kostiju sv. Dujma prenesen u Rim, u kapelicu sv. Venancija unutar Lateranske bazilike. U njoj je glasoviti mozaik, na kojem je i sv. Dujam.
Godine 650. splitski biskup Ivan Ravenjanin potaknuo je Splićane da prenesu tijelo svetog Dujma iz porušene Salone u Dioklecijanov mauzolej koji je postao katedralom. Tako je drugi dio svečevih relikvija prenesen u splitsku katedralu gdje se i danas čuvaju i štuju. Sv. Dujam, spominje se u popisima svetaca mučenika - martirologijima pa tako i u najnovijem "Martyrologium Romanum" iz 2001. godine. Uz splitsku katedralu, gdje je sv. Dujam na pomoćnom oltaru, nalazi se i jedina crkva sv. Dujma u Hrvatskoj u Driveniku, gdje je slika sv. Dujma na glavnom oltaru. Drivenik je bio na granici nekadašnje Splitske nadbiskupije.

## Legende
Legende o sv. Dujmu i sv. Anastaziju (Stašu) oblikovale su se, vjerojatno još prije 7. stoljeća. Prema jednoj srednjovjekovnoj legendi Dujam je bio učenik Svetog Petra i živio je u 1. stoljeću. Na tom vjerovanju temeljio se zahtjev splitske Crkve za dobivanje crkvenog vrhovništva u Hrvatskoj i Dalmaciji, jer se pozivala na apostolsko porijeklo. Pozivajući se na to, splitski je nadbiskup u 10. stoljeću stekao naslov metropolita i primasa Dalmacije i čitave Hrvatske.
Također, postoje i stare legende o prijenosu relikvija solinskih mučenika u grad Split, koje su bile zapisivane još od 11. stoljeća. Tada je, prema pisanju kroničara Tome Arhiđakona († 1268.), splitski nadbiskup Lovre iz Osora († 1099.) naložio književniku Adamu iz Pariza da pjesnički uobliči i stilizira stare tekstove o Dujmu i Stašu.

## U umjetnosti
Najstariji sačuvani umjetnički prikaz splitskog patrona sv. Dujma je izblijedjela freska u jednoj prostoriji salonitanskog amfiteatra pretvorena u kršćanski oratorij, koju danski arhitekt i arheolog Ejnar Dyggve datira u 5. stoljeće. Svečev slikovni prikaz nalazi se i na mozaiku iznad oltara u Lateranskoj bazilici u Rimu iz 7. stoljeća, kamo je papa Ivan IV., porijeklom Dalmatinac, dao prenijeti relikvije kršćanskih mučenika iz Dalmacije.
Lik sv. Dujma prikazan je na drvenom reljefnom poliptihu iz 14. stoljeća iz trogirskog samostana benediktinki, kao i na poliptihu Blaža Jurjeva Trogiranina iz 15. stoljeća. Poznat je i svečev prikaz s modelom grada na poliptihu kojeg je 1549. godine izradio mletački slikar Girolamo da Santacroce.
Godine 1427. kipar Bonino da Milano izradio je ležeći prikaz sv. Dujma na oltaru, gdje je predstavljen kako leži na jastuku u biskupskoj odjeći prekriženih ruku na prsima. Papa Siksto V. (1521. – 1590.), dao je naslikati slike sv. Dujma u crkvi sv. Jeronima u Rimu. Svečeve slike postoje i u Sankt-Peterburgu i u više mjesta u okolici Splita.
Lik sv. Dujma, nalazio se na kovanom srebrnom novcu u razdoblju od 1327. do 1357. godine. Bosanski vojvoda i splitski herceg Hrvoje Vukčić Hrvatinić (o. 1350. – 1416.) kovao je svoj novac s likom sv. Dujma na početku 15. stoljeća. Splitski skladatelj Julije Bajamonti (1744. – 1800.), skladao je oratorij "Prijenos sv. Dujma" 1770. godine, u prigodi prijenosa relikvija sv. Dujma u novi svečev oltar u splitskoj katedrali.

## Poveznice
- Sudamja
- Splitska katedrala

## Vanjske poveznice
- Župa Sv. Križ[neaktivna poveznica]
- Sveti Dujam, zaštitnik grada Splita - Tonći Mastelić  Arhivirana inačica izvorne stranice od 11. svibnja 2012. (Wayback Machine)